# Thecla splendor
Thecla splendor är en fjärilsart som beskrevs av Druce 1907. Thecla splendor ingår i släktet Thecla och familjen juvelvingar. Inga underarter finns listade i Catalogue of Life.